# V621 Возничего
V621 Возничего (лат. V621 Aurigae) — одиночная переменная звезда в созвездии Возничего на расстоянии (вычисленном из значения параллакса) приблизительно 11243 световых лет (около 3447 парсеков) от Солнца. Видимая звёздная величина звезды — от +12,8m до +12,3m.

## Характеристики
V621 Возничего — оранжевая пульсирующая переменная звезда, классическая цефеида (DCEP) спектрального класса K. Эффективная температура — около 3930 K.